# 堅田道久
堅田 道久（かただ みちひさ、1919年 - 1992年）は、日本の調香師。資生堂研究所香料研究室室長を務めた。

## 経歴
東京大学農学部農芸化学科を卒業後、資生堂に入社。1955年より約2年間、南フランスのグラースにある香料会社ルール・ベルトラン・フィス・エ・ジュスタン・デュポン（Roure Bertrand Fils et Justin Duppont）に留学し、ジャン・カールに師事する。フランス、イギリス、アメリカの香料技術者協会の正会員となり、パリとニューヨークでは「香道」について講演をおこなった。
資生堂研究所香料研究室室長を長く務め、また東京大学アイスホッケー部監督も務めた。

## 初の「調香師」
本人の回想によれば、NHKのテレビ番組「みんなの職業」に出演するにあたり、打ち合わせでNHKのプロデューサーより職業を何と呼べばよいかと聞かれ、「ふつうは、調香技術者、調香家、調香研究者と呼んでいます」のように答え、その後、外国語のコンパウンダー、パヒューマーを紹介したものの、どれもピンとこない様子であった。しかしこのなかから選ぶことにして二人で考えていると、突然、プロデューサーが「調香の先生ですから、調香師ではどうですか。でも香具師（やし）と間違えられそうですね」と独り言を言ったが、堅田はパヒューマーがいちばん無難であると答えて別れた。そして放送に入るとアナウンサーから「本日のお客様は、調香師の……」といきなり紹介され、耳慣れない言葉にゲストの藤原あきともども、びっくりしたという。NHKアーカイブスによれば放送日は1960年10月29日である。

## 著書
- 『香水のすすめ』、文芸春秋新社〈ポケット文春〉、1962年、国立国会図書館書誌ID:000001035001
- 『香水』、保育社〈カラーブックス〉、1965年、国立国会図書館書誌ID:000001068528
  - 『香水 : 世界の香水のすべて』、保育社〈カラーブックス〉、1984年、国立国会図書館書誌ID:000001768226
- 『もうひとつのフランス : フレグランスのはなし』、涛書房、1975年、国立国会図書館書誌ID:000001155818
- 『香水のはなし』、西尾忠久との共著、東京アド・バンク、1978年、国立国会図書館書誌ID:000001413103
- 『香りの魅惑と謎』、日本工業新聞社〈ポピュラーサイエンスブックス〉、1986年、国立国会図書館書誌ID:000001835169
- 『香水 第二版』、保育社〈カラーブックス〉、1992年、ISBN 4-586-50827-2

## 翻訳書
- ジャック・ル・マニャン[注釈 1]『匂いと香料』、白水社〈文庫クセジュ〉、1954年、国立国会図書館書誌ID:000000914133
- シャルル・ブルジョワ『美容の化学』、白水社〈文庫クセジュ〉、1962年、国立国会図書館書誌ID:000001034109